# Villars-en-Azois
Villars-en-Azois è un comune francese di 77 abitanti situato nel dipartimento dell'Alta Marna nella regione del Grand Est.

## Società

### Evoluzione demografica
Abitanti censiti